# Seminella
Seminella is een geslacht van weekdieren uit de klasse van de Gastropoda (slakken).

## Soorten
- Seminella biconica K. Monsecour & D. Monsecour, 2016
- Seminella comistea (Melvill, 1906)
- Seminella corrugata K. Monsecour & D. Monsecour, 2016
- Seminella makemoensis K. Monsecour & D. Monsecour, 2015
- Seminella peasei (Martens & Langkavel, 1871)
- Seminella roseotincta (Hervier, 1899)
- Seminella virginea (Gould, 1860)